# شایدل
شایدل (انگلیسی: Schiedel) شرکت مصالح ساختمانی اتریشی است، که در سال ۱۹۴۶ تأسیس شد.